# Журавлёво (Костромская область)
Журавлёво — деревня в Макарьевском районе Костромской области. Входит в состав Нежитинского сельского поселения.

## История
В 1966 году указом Президиума Верховного Совета РСФСР деревня Кобылино переименована в Журавлёво.

## Население
| 2008 | 2010 | 2014 |
| ---- | ---- | ---- |
| 6    | ↗13  | ↘6   |